# Nordisk familjebok

Ấn bản Cú

Biểu trưng của ấn bản lần thứ nhất (1876) minh họa bằng nữ thần Iðunn.

Nordisk familjebok (nghĩa là Sách gia đình Bắc Âu) là bách khoa toàn thư bằng tiếng Thụy Điển, được xuất bản trong giai đoạn từ năm 1876 tới năm 1957.
Ấn bản đầu tiên được phát hành là 20 tập trong giai đoạn từ năm 1876 tới năm 1899. Ấn bản này còn gọi là "ấn bản Iðunn" do có hình nữ thần Iðunn trên trang bìa. Ấn bản lần thứ hai được phát hành trong giai đoạn từ năm 1904 tới năm 1926 với 38 tập, và như vậy nó là bách khoa toàn thư bao hàm toàn diện nhất được phát hành bằng tiếng Thụy Điển. Nó còn gọi là Uggleupplagan ("Ấn bản Cú"), do có hình con cú trên trang bìa. Hai lần phát hành nữa diễn ra trước năm 1957. Bản quyền tác giả đã hết hạn đối với hai lần phát hành đầu tiên và hiện nay chúng thuộc phạm vi công cộng.
Trong thập niên 1990, Đại học Linköping đã khởi động Dự án Runeberg với mục đích cung cấp bản sao số hóa của các tác phẩm đã in ấn bằng các ngôn ngữ Bắc Âu – giống như dự án Gutenberg đang thực hiện với các tác phẩm tiếng Anh. Năm 2001, công nghệ đã có cải tiến đủ để cho phép số hóa ở quy mô tổng thể toàn bộ bách khoa toàn thư này bằng các kỹ thuật của công nghệ scanning và OCR (nhận dạng ký tự quang học). Tất cả 45.000 trang (cả hai bách khoa toàn thư) đã được quét và đọc bằng OCR, và nó có sẵn cho công chúng tại trang web của dự án Runeberg runeberg.org. Tuy nhiên, việc kiểm chứng và hiệu đính vẫn còn phải thực hiện.